# 인스타그램
인스타그램은 미국 기업 메타가 운영하는 사진 및 동영상 공유 소셜 네트워크 서비스로, 사용자는 인스타그램 앱을 통해 디지털 미디어를 투고하고 해시태그와 지오태깅을 통해 분류할 수 있다. 다른 사용자가 올린 컨텐츠를 태그 및 장소별로 검색해 유행을 관찰하고, 좋아요 버튼을 누르고, 원하는 사람들을 팔로우해 웹 피드에 불러올 수 있다.
인스타그램은 즉석에서 사진을 볼 수 있게 한 방식의 카메라인 ‘인스턴트 카메라(Instant Camera)’와 전보를 보낸다는 의미의 ‘텔레그램(Telegram)’을 합쳐 만든 이름으로, 사진을 손쉽게 다른 사람들에게 전송한다는 뜻을 가지고 있다.
인스타그램은 본래 2010년 10월 케빈 시스트롬과 마이크 크리거가 공동으로 제작한 iOS 앱에서 출발했다. 출시 직후 선풍적인 인기를 끌어 등록된 사용자 수가 2달만에 100만 명, 1년만에 1,000만 명, 2018년 6월 기준으로 10억 명을 돌파했다.

## 역사
인스타그램의 시초는 케빈 시스트롬과 마이크 크리거가 만든 모바일 체크인 앱 버브니로, 샌프란시스코에서 개발을 시작했다. 시스트롬과 크리거는 개발 당시 버브니가 포스퀘어와 너무 비슷하다는 것을 깨닫고, 버브니에서 인기 있는 '사진 공유' 기능을 발전시키는데 집중하였다. 두 개발자는 이 어플을 '인스턴트 카메라(Instant Camera)'와 '텔레그램(Telegram)'이라는 단어를 합성하여 '인스타그램(Instagram)'이라고 명명했다.

### 2010-2015: 시작 그리고 투자
2010년 3월 5일, 시스트롬은 버브니에서 일하는 동안 Baseline Ventures와 Andreessen Horowitz와 함께 500,000 달러의 시드 펀딩 라운딩을 완료했다. 2010년 10월, Josh Ridel은 커뮤니티 매니저로 입사했고, 11월에 Shayne Sweeney가 엔지니어로 입사했으며, 2015년 8월, Jessica Zollman은 커뮤니티 에반젤리스트로 입사했다.
첫 번째 인스타그램 게시물은 크리거가 2010년 7월 16일 오후 5시 26분에 올린 피어 38의 사우스 비치 하버 사진이다. 시스트롬은 몇 시간 뒤인 오후 9시 24분에 첫 게시물인 개와 여자친구의 발을 공유했다. 시스트롬의 게시물은 초기 URL 알파벳 문자로 인해 첫 번째 인스타그램 사진으로 잘못 지정되었다. 2010년 10월 6일, 앱 스토어를 통해 인스타그램 iOS 앱이 공식 출시되었다.
2015년 2월, 인스타그램은 벤치마크 캐피털, 잭 도시, 크리스 사카(캐피털 펀드), 아담 달랑고 등 다양한 투자자로부터 시리즈 A 펀딩 700만 달러를 투자받은 것으로 알려졌다. 거래 이후 인스타그램의 평가 가치(Valuation)는 약 2천만 달러가 되었다. 2012년 4월, 인스타그램은 5억 달러의 가치를 평가받으며 벤처 투자가들로부터 5천만 달러를 투자받았다. 조슈아 쿠슈너는 인스타그램의 시리즈B 모금에서 두 번째로 큰 투자자로, 그의 투자 회사인 스트로우 캐피털이 페이스북에 매각된 후 두 배의 돈을 벌도록 이끌었다. 이런 내게 내 경을 내 칠 내 함 내 릴이 내 다 내 있나

### 2012-2014: 플랫폼 확장과 페이스북의 인수
2012년 4월 3일, 인스타그램은 안드로이드 버전을 공개했고, 하루도 안 되는 시간에 100만 번 이상 다운로드되었다. 이후 안드로이드 앱은 두 가지 중요한 업데이트를 받았다. 먼저 2014년 3월, 앱의 파일 크기를 절반으로 줄이고 성능을 향상시킨 뒤 2017년 4월, 사용자가 인터넷 연결 없이 콘텐츠를 보고 상호작용할 수 있는 오프라인 모드를 추가했다. 출시 당시 인스타그램 사용자 6억 명 중 80%가 미국 밖에 있는 것으로 알려졌으며, 앞서 언급한 기능이 생중계된 가운데 인스타그램도 오프라인에서 더 많은 기능을 이용할 수 있도록 하겠다는 의사를 밝혔으며, "iOS 버전을 탐색 중"이라고 밝혔다.
2012년 4월 9일, 페이스북 주식회사는 10억 달러의 현금과 주식으로 인스타그램을 인수했으며, 회사를 독립적으로 운영한다는 계획을 세웠다. 영국 공정거래청은 2012년 8월 14일 이 거래를 승인했고, 2012년 8월 22일 미국 연방거래위원회(Federal Trade Commission)는 이 거래를 진행할 수 있도록 수사를 종결했다. 2012년 9월 6일, 인스타그램과 페이스북 사이의 거래는 공식적으로 현금 3억 달러와 주식 2,300만 주라는 매수 가격으로 종결되었다. CNN에 따르면 이 거래는 페이스북의 예정된 공모 직전에 종료되었다고 한다. 이 거래 가격은 2005년 야후가 플리커에게 지불한 3천 5백만 달러와 비교되었다. 마크 저커버그는 페이스북이 "인스타그램의 독자적 구축과 성장에 전념하고 있다"고 말했다. 와이어드에 따르면, 이 거래로 시스트롬이 4억 달러의 순이익을 얻었다고 한다.
2012년 11월, 인스타그램은 웹 사이트 프로필을 출시했다. 누구나 웹 브라우저에서 사용자 피드를 볼 수 있을 뿐만 아니라 프로필에 연결할 수 있는 웹 위젯 버튼인 '배지(badges)'도 사용할 수 있었다.
앱이 출시된 이후로 포스퀘어 API 기술을 통해 위치 태그 기능도 제공되었다. 2014년 3월, 인스타그램은 '페이스북 플레이스(Facebook Place)'를 사용하는 기술을 테스트하고 수정하기 시작했다.

### 2015-2017: 재설계 그리고 윈도우 앱
2015년 6월, 데스크톱 웹사이트 사용자 인터페이스는 사진 업로드를 위한 더 많은 공간과 함께 모바일 버전의 레이아웃과 유사한 형태로 더 간단하게 다시 디자인되었다. 또한, 한 줄의 사진들은 모바일 레이아웃에 맞춰 5장의 사진이 아닌 3장의 사진을 나열하도록 했다. 프로필 페이지 상단에 위치했던 사용자가 올린 사진 7장을 무작위로 번갈아 슬라이드 쇼로 보여주는 슬라이드 쇼 배너는 제거됐다. 사각형이었던 프로필 사진이 원형으로 바뀌었다.
2016년 5월 11일, 인스타그램은 앱 사용자 인터페이스에 흑백 디자인 테마를 추가하고, 더 추상적이고, "현대적"이며, 다채로운 아이콘을 추가했다. 재설계설은 더 버지(The Verge)가 정보원으로부터 스크린샷을 받은 지난 4월부터 처음 나돌기 시작했지만, 당시 인스타그램 대변인은 "개념일 뿐"이라고 알렸다.
2016년 12월 6일, 인스타그램은 "댓글 좋아요"(댓글에 좋아요를 할 수 있는 기능)를 소개했다. 그러나 게시물과 달리 댓글을 올린 사용자는 알림창에 댓글에 대한 알림을 받지 못했다. 게시자는 선택적으로 게시물에 댓글을 달지 못하도록 결정할 수 있게 했다.
2016년 4월, 인스타그램은 플랫폼용 앱을 출시하라는 마이크로소프트와 대중들의 요구 끝에 윈도우 10 모바일 앱을 출시했다. 이 플랫폼 이전에 2013년 11월 21일에 윈도우 폰 8용으로 처음 출시된 인스타그램의 베타 버전이 있었다. 새 앱은 동영상(게시물이나 스토리 보기 및 만들기, 라이브 스트림 보기), 앨범 게시물 및 다이렉트 메시지에 대한 지원을 추가했다. 마찬가지로, 윈도우 10 개인용 컴퓨터와 태블릿용 앱도 2016년 10월에 출시되었다. 2016년 5월, 인스타그램은 모바일 웹사이트를 업데이트해 사용자들이 사진을 업로드하고 탐색 탭의 "간단한" 버전을 추가할 수 있도록 했다.
2019년 4월 30일, 윈도우 10 모바일 앱은 단종되었으나 모바일 웹사이트는 기능이 제한된 프로그레시브 웹 애플리케이션(PWA)으로 이용 가능하게 했다. 이 앱은 Windows 10 컴퓨터 및 태블릿에서 계속 사용할 수 있으며, 2020년에 PWA로 업데이트되었다.

### 2018-2019: IGTV, 좋아요 수 제거, 관리 변화
데이터 이식성에 관한 GDPR 규정을 준수하기 위해 인스타그램은 2018년 4월 사용자가 자신의 사용자 데이터의 아카이브를 다운로드할 수 있는 기능을 도입했다.
IGTV는 2018년 6월 20일 독립형(standalone) 비디오 애플리케이션으로 출시되었다.
2018년 9월 24일, 크리거와 시스트롬은 인스타그램 대표자 직위를 사퇴할 것이라고 발표했다. 2018년 10월 1일, 아담 모세리가 인스타그램의 새로운 책임자가 될 것이라고 발표되었다.
페이스북 F8에서 인스타그램은 캐나다를 시작으로 다른 사용자들이 게시한 콘텐츠에 대해 공개적으로 표시된 '좋아요' 개수를 제거하는 시범을 보일 것이라고 발표했다. 좋아요 개수는 콘텐츠를 처음 게시한 사용자만 볼 수 있게 하였다. 모세리(Mosseri)는 이를 두고 "사용자들이 게시물에 얼마나 많은 좋아요가 올라오는지 조금 덜 걱정하게 하고, 그들이 관심 있는 사람들과 조금 더 많은 시간을 할애할 수 있도록 하기 위한 것"이라고 밝혔다. 타인보다 좋아요 개수가 낮으면 자존감이 낮아질 수 있다는 주장이 제기되었기 때문이다. 이 기능은 2019년 5월에 시범적으로 시작되었고, 7월에 6개의 다른 시장으로 확장되었다. 2019년 11월에 전 세계로 확장되었다. 또한 2019년 7월, 인스타그램은 서비스에 대한 비난과 부정적인 의견을 줄이기 위해 고안된 새로운 기능을 구현할 것이라고 발표했다.
인스타그램은 2019년 8월에도 앱에서 '팔로우' 탭 제거 시범을 보이기 시작했는데, 이 탭에서는 사용자가 팔로우하는 사람들의 글과 댓글을 볼 수 있었다. 이러한 변화는 10월에 공식화되었는데, 제품 책임자인 비샬 샤는 이 기능이 제대로 사용되지 않고 있으며 일부 사용자들은 이러한 방식으로 활동이 표면화되고 있다는 것을 알고 "놀랐다"고 말했다.
이미 2019년 10월에는 인스타그램이 페이지 스크롤 모드에서 로그인하지 않은 사람이 볼 수 있는 게시물의 수 제한을 도입해 모든 사람이 공개 프로필을 이용할 수 있었다는 내용의 기사가 있었다. 이 작업이 모두 완료되면 팝업은 사용자의 추가 검색을 거부하고 사용자에게 로그인을 요구한다. 2020년 9월, 이 제한은 로그인한 사용자를 pr로 포함하도록 확장되었다.

### 2020-현재: 새로운 기능
2020년 3월, 인스타그램은 "함께 보기(Co-Watching)"이라는 새로운 기능을 출시했다. 이 새로운 기능은 사용자가 화상 통화를 통해 서로 게시물을 공유할 수 있게 한다. 인스타그램에 따르면 이들은 코로나19 대유행으로 가정과 '사회적 거리'를 유지하라는 목소리가 높아지면서 친구·가족과의 소통을 원하는 사람들을 위해 '코워치' 출시를 추진했다.
2020년 8월, 인스타그램은 "릴스(Reels)"라는 새로운 기능을 시작했다. 그 특징은 틱톡(TikTok)과 비슷하다. 인스타그램은 또한 게시물 추천 기능을 추가했다. 지난 48시간 동안 올라온 게시물을 모두 확인한 후 팔로우하지 않는 계정에서 관심사와 관련된 게시물을 표시하는 기능이다.
2021년 2월, 인스타그램은 틱톡으로부터 영감을 받아 AR 필터(Vertical Stories)라는 새로운 기능을 테스트하기 시작했다. 같은 달에, 그들은 피드에 있는 게시물을 스토리에 올리는 기능을 제거하는 것 또한 테스트했다.
인스타그램은 2021년 3월, 4명이 한꺼번에 라이브 방송을 할 수 있는 새로운 기능을 출시했다. 인스타그램은 또한 새로운 어린이 안전 정책의 일환으로, 성인들이 그들을 팔로잉하지 않는 십대들에게 메시지를 보내는 것을 허락하지 않을 것이라고 발표했다.
2021년 5월, 인스타그램은 몇몇 지역에 있는 사용자에게 사용자의 프로필 페이지에 "대명사"를 추가할 수 있도록 허용하기 시작했다.

## 특징 및 도구
사용자는 사진 및 짧은 동영상을 업로드하고, 다른 사용자의 피드를 팔로잉할 수 있으며, 위치 이름으로 이미지를 지오태그(geotag)할 수 있다. E또한, 사용자들의 인스타그램 계정을 소셜 네트워킹 서비스와 연동할 수 있으며, 다른 사용자들과 피드를 주고받을 수 있다. 사용자는 자신의 계정을 "비공개"로 설정할 수 있고, 비공개 상태에서는 팔로워 요청을 승인해야 한다. 사용자는 자신의 인스타그램 계정을 다른 SNS 사이트에 연결하여 업로드한 사진을 해당 사이트에 공유할 수 있다. 2011년 9월, 인스타그램은 새로운 필터와 라이브 필터, 즉각적인 틸트-시프트(tilt-shift), 고해상도 사진, 옵션 테두리, 원클릭 회전, 업데이트된 아이콘을 포함했다. 사진은 정사각형, 1:1 가로 세로 비율로 제한되었지만, 2015년 8월부터 세로 방향 및 와이드스크린 비율도 지원한다. 사용자는 이전에 지오태깅된 사용자의 지도 사진을 볼 수 있었는데, 이 기능은 낮은 사용률을 이유로 2016년 9월에 제거되었다.
2016년 12월부터 게시물을 "저장"할 수 있게 되었다. 이 기능은 2017년 4월에 사용자가 저장된 게시물로 컬렉션을 구성할 수 있도록 업데이트되었다. 또한 사용자는 공개 및 다른 사용자가 볼 수 없는 개인 저장소에 게시물을 "보관"할 수 있다. 이용자가 원하는 수의 '좋아요'를 얻지 못하거나 지루하다고 판단되는 사진을 삭제하는 것을 막기 위한 방안으로, 사진을 삭제하는 '충동적인 행동'을 제한하기 위함이기도 했다. 8월, 인스타그램은 사용자들이 댓글로 더 쉽게 상호작용할 수 있도록 댓글을 스레드 형태로 구성하기 시작할 것이라고 발표했다.
2017년 2월부터는 한 게시물에 최대 10장의 사진이나 비디오를 넣을 수 있으며, 오른쪽에서 왼쪽으로 스와이프하면서 볼 수 있다. 이 기능은 원래 사진을 정사각형 형식으로 제한했지만 대신 8월에 세로 및 가로 방향 사진이 가능하도록 업데이트되었다.
인스타그램은 2018년 4월 선택 시 피사체의 초점을 맞추면서 사진이나 영상의 배경을 부드럽게 흐리게 하는 초상화 모드인 '포커스 모드' 버전을 출시했다. 지난 11월 인스타그램은 시각장애인을 위한 사진 설명을 추가하기 위해 Alt 텍스트(Alt text, alt attribute)를 지원하기 시작했다. 기존 Facebook 기술을 사용하여 객체 인식 기능을 통해 자동으로 생성하거나 업로더가 수동으로 지정한다.
2021년 3월 1일, 인스타그램은 한 공간에서 여러 사람이 동시에 라이브할 수 있는 인스타그램 라이브 "룸"이라는 이름의 새로운 기능을 출시했다.
인스타그램은 2021년 5월, 이용자들이 자신의 릴스와 스토리에 노래의 가사를 보여주는 기능인 "캡션"을 넣을 수 있도록 한다고 발표했다.

### 해시태그
2011년 1월, 인스타그램은 사용자들이 자신의 사진을 설명하는 칸에 해시태그를 추가할 수 있게 만들었다. 해시태그는 사진과 사용자들 서로를 발견하는 것을 돕는다. 인스타그램은 사용자들이 '사진'과 같은 일반 단어를 태그하기보다는 특수하고 개성 있는 태그를 만들어 사진을 돋보이게 하고, 비슷한 흥미를 가진 사용자들을 끌어들이도록 유도한다. 이 기능을 통해 동일한 해시태그를 추가한 모든 사진이 앱에서 표시되고 웹 사용자가 앱 외부에서 인스타그램 사진을 볼 수 있게 되었다.
2017년 12월, 인스타그램은 사용자들이 피드에 주제와 관련된 하이라이트를 표시하는 해시태그를 팔로우할 수 있도록 하기 시작했다.

### 탐색
인스타그램은 2012년 6월 인기 있는 사진, 인근 장소에서 찍은 사진, 검색 등을 표시하는 앱 내부 탭인 '탐색'을 선보였다. 이 탭은 2015년 6월에 트렌드 해시태그와 장소, 큐레이션된 콘텐츠, 위치 검색 기능을 특징으로 하도록 업데이트되었다. 2016년 4월 인스타그램은 탭에 '좋아할 만한 비디오(Videos You Might Like)' 채널을 추가한 데 이어 8월에는 콘서트, 스포츠 경기, 기타 라이브 이벤트 등의 영상을 담은 '이벤트' 채널을 추가했고, 10월에는 인스타그램 스토리가 추가됐다. 이후 인스타그램 라이브가 현재 방영 중인 '최고의' 인스타그램 라이브 비디오의 알고리즘 큐레이션 페이지를 표시하기 위해 2016년 11월 탭이 다시 확장되었다. 2017년 5월, 인스타그램은 다시 한번 탐색 탭을 업데이트하여 공개된 스토리를 검색할 수 있게 하였다.

### 사진 필터
인스타그램은 사용자가 자신의 이미지에 적용할 수 있는 수많은 사진 필터를 제공한다. 2012년 2월 인스타그램은 그림자를 밝게 하고, 하이라이트를 어둡게 하며, 대비를 증가시키는 효과인 Lux 필터를 추가했다. 2014년 12월, Slumber, Crema, Ludwig, Perpetua, Aden 등 5가지의 새로운 인스타그램 필터가 추가되었다.

### 비디오
초기에는 단지 사진 공유 서비스였던 인스타그램이 2013년 6월에 15초 비디오 공유를 통합하였다. 언론 일부에서는 페이스북이 당시 인기를 끌었던 비디오 공유 애플리케이션인 바인과 경쟁하기 위한 시도라고 보았다. 2015년 8월, 인스타그램은 와이드스크린 비디오에 대한 지원을 추가했다. 2016년 3월, 인스타그램은 15초 비디오 제한을 60초로 늘렸다. 2017년 2월 한 게시물에 최대 10분 분량의 동영상을 공유할 수 있는 앨범이 나왔다.

#### IGTV
IGTV는 2018년 6월 인스타그램이 출시한 비디오 애플리케이션이다. 인스타그램 앱과 웹사이트에서도 기본적인 기능을 이용할 수 있다. IGTV는 파일 크기가 최대 650MB에 이르는 최대 10분 길이의 업로드를 허용하며, 검증되고 인기 있는 사용자는 파일 크기가 최대 5.4GB에 이르는 최대 60분 길이의 동영상을 업로드할 수 있다. 이 앱은 출시되자마자 자동으로 동영상 재생을 시작하는데, 케빈 시스트롬 CEO는 이 기능이 동영상을 찾아야 하는 다른 비디오 플랫폼와는 대조적이라고 말했다.

#### 릴스
2019년 2월 인스타그램은 숏폼 동영상 편집 기능 릴스(Reels)를 도입했다. 틱톡과 비슷하게 릴스를 이용하여 15초부터 30초 길이의 짧은 영상을 촬영, 편집하여 다른 사용자들과 공유할 수 있다. 또한 Reels는 기존 인스타그램 필터 및 편집 도구와도 통합되었다. 2019년 11월, 인스타그램이 브라질에서 '릴스'로 알려진 새로운 비디오 기능을 시범 운영하기 시작했으며, 이후 프랑스와 독일로 확대된 것으로 알려졌다. 중국 동영상 공유 서비스 틱톡과 기능이 비슷해 사용자가 다른 게시물의 기존 사운드 클립으로 설정한 짧은 동영상을 녹화할 수 있도록 하는 데 초점을 맞췄다.
2020년 7월, 인스타그램은 인도에서 틱톡이 금지되자 릴스를 인도에서 내보냈다. 그 다음 달, 릴스는 미국, 캐나다, 영국을 포함한 50개 국가에서 공식 출범했다. 인스타그램은 최근 홈 페이지에 릴스 버튼을 도입했다.

### 인스타그램 다이렉트 메시지
2013년 12월 인스타그램은 인스타그램 다이렉트 메시지를 발표했다. 서로 팔로우하는 사용자는 사진 및 동영상과 함께 개인 메시지를 보낼 수 있다. 사용자가 팔로잉하지 않는 사람으로부터 개인 메시지를 받으면 메시지는 보류 중으로 표시되고 사용자가 이를 보려면 승인해야 한다. 사용자는 최대 15명에게 사진을 보낼 수 있다. 이 기능은 2015년 9월 주요 업데이트를 받아 대화 스레드를 추가하고 사용자가 뉴스 피드에서 직접 개인 메시지를 통해 위치, 해시태그 페이지, 프로필을 공유할 수 있도록 했다. 또한 이제 사용자는 텍스트, 이모티콘으로 개인 메시지에 회신하거나 하트 아이콘을 클릭하여 회신할 수 있다. 다이렉트 메시지 내부의 카메라를 통해 사용자는 대화에서 나가지 않고 사진을 찍어 수신자에게 보낼 수 있다. 2016년 11월 새로운 업데이트를 통해 사용자는 수신자가 본 후 개인 메시지를 "사라짐"으로 만들 수 있으며, 수신자가 스크린샷을 찍으면 발신자가 알림을 받게 된다.
2017년 4월, 인스타그램은 모든 개인 메시지를 영구 메시지 및 사용 후 삭제 메시지를 동일한 메시지 스레드로 결합하도록 다이렉트 메시지를 재설계했다. 인스타그램은 지난 5월에도 웹사이트 링크를 메시지로 보낼 수 있도록 했으며, 사진을 자르지 않고 원래 세로나 가로 방향으로 보낼 수 있도록 지원도 추가했다.
2020년 4월, 다이렉트는 인스타그램 웹 사이트에서 접속이 가능해졌고, 사용자들이 웹소켓 기술을 사용하여 웹버전에서 직접 메시지를 보낼 수 있게 되었다.
2020년 8월, 페이스북은 인스타그램 다이렉트를 페이스북 메신저에 병합하기 시작했다. 업데이트 후(사용자 기반 세그먼트로 롤아웃됨) 인스타그램 다이렉트 메시지 아이콘이 페이스북 메신저 아이콘으로 변환되었다.
2021년 3월에는 새로운 어린이 안전 정책의 일환으로 성인들이 팔로우를 하지 않는 18세 이하 사용자들에게 메시지를 보낼 수 없도록 하는 기능이 추가됐다.

### 인스타그램 스토리
2016년 8월, 사용자가 사진을 찍고 효과와 레이어를 추가하여 스토리에 추가할 수 있는 기능인 인스타그램 스토리를 출시했다. 사용자의 스토리에 업로드 된 이미지는 24시간 후에 만료된다. 매체는 이 기능이 스냅챗과 유사하다고 지적했다. 케빈 시스트롬 CEO는 스냅챗 기능 표절 논란에 "인스타그램은 힙스타매틱(Hipstamatic), 트위터, 좋아요 버튼 같은 페이스북의 기능이 조합된 어플리케이션이다. 앱에 있는 모든 기능의 뿌리는 기술 역사의 어딘가에서 발견할 수 있다." 라고 대응했다. 시스트롬은 이러한 비판을 "공정하다"고 인정했지만, 레코드는 "그는 두 소셜 앱의 공통적인 특징을 자동차 산업에 비유했다. 여러 자동차 회사가 공존할 수 있으며, 이 회사들 사이에 차이가 충분히 있어 서로 다른 소비자에게 서비스를 제공할 수 있다." 라고 말했다. Systrom은 "스토리를 눌렀을 때, 우리는 포맷에서 정말 짜증나는 것 중 하나가 계속 진행되면서 무언가를 보기 위해 멈출 수 없고, 되감을 수 없다는 것이었다. 우리는 이 모든 것을 구현했다." 그는 또한 스냅챗은 "원래 필터가 없었다"고 말했다. 인스타그램에도 필터가 있고 다른 많은 사람들이 필터를 원했기 때문에 필터 기능을 추가했다고 말했다. 같은 해 11월 인스타그램 스토리에 사용자가 직접 라이브 방송을 할 수 있도록 라이브 영상 기능을 추가했다. 인스타그램 스토리 라이브는 종료 직후 영상이 사라졌다.
2017년 1월, 인스타그램은 5초짜리 사진과 15초짜리 비디오 광고가 서로 다른 스토리 사이에 나타나는 생략 가능한 광고를 시작했다.
2017년 4월, 인스타그램 스토리는 스냅챗의 기능과 같은 증강현실 스티커 기능을 추가하였다.
2017년 5월, 인스타그램은 얼굴 필터를 지원하기 위해 증강현실 스티커 기능을 확대하여 사용자가 얼굴 위에 특정한 시각적 기능을 추가할 수 있도록 하였다. 같은 달 테크크런치는 특정 위치의 공개 스토리 콘텐츠가 비즈니스, 랜드마크 또는 장소의 인스타그램 페이지에 표시되어 나타나는 인스타그램 스토리의 위치 스토리 기능 테스트에 대해 보도했다. 며칠 뒤 인스타그램은 지리적 위치나 해시태그를 검색할 수 있고 앱에 검색어가 포함된 관련 공개 스토리 콘텐츠가 표시되는 '스토리 검색'을 발표했다.
2017년 6월, 인스타그램은 라이브 비디오 기능을 수정하여 사용자들이 앞으로 24시간 내에 자신의 라이브 방송을 스토리에 추가하거나, 즉시 해당 방송을 폐기할 수 있도록 하였다. 인스타그램은 지난 7월부터 필터, 스티커, 해시태그 등 인스타그램 효과를 완성한 사진과 동영상을 보내 스토리에 반응할 수 있도록 했다.
2017년 8월 말, 스토리는 인스타그램의 모바일 및 데스크톱 웹사이트에서 볼 수 있게 되었다.
2017년 12월 5일 인스타그램은 인스타그램 스토리와 유사하지만 만료되지 않는 '스토리 하이라이트'를 선보였다. 프로필 사진에 원으로 표시되며 데스크톱 웹 사이트에서도 볼 수 있다.
2018년 6월 인스타그램의 일일 활동 스토리 이용자는 4억 명에 달했고, 월간 활동 이용자는 10억 명에 달했다.

### 광고
에밀리 화이트는 2013년 4월 인스타그램에 사업 운영 이사로 합류했다. 그녀는 2013년 9월 월스트리트 저널과의 인터뷰에서 모회사 이익을 창출하지 못한 인기 기업으로부터 사업을 창출하기 위한 방법으로 2014년 9월까지 광고 판매를 시작할 준비가 되어 있어야 한다고 말했다. 화이트는 2013년 12월 인스타그램에서 탈퇴하여 스냅챗에 합류하였다. 2014년 8월, 제임스 쿼리는 인스타그램의 글로벌 비즈니스 및 브랜드 개발 책임자가 되었으며, 광고와 판매를 감독하고 새로운 "화폐성 상품"을 개발한다고 대변인이 밝혔다.
2013년 10월, 인스타그램은 비디오와 이미지 광고가 미국의 사용자들을 위한 피드에 곧 등장할 것이라고 발표했으며, 2013년 11월 1일 첫 번째 이미지 광고가 상영되었다. 비디오 광고는 거의 1년 후인 2014년 10월 30일에 이어졌다. 2014년 6월, 인스타그램은 영국, 캐나다, 호주에서 광고의 출시를 발표했으며, 그 해 가을부터 광고가 나오기 시작했다.
2016년 5월, 인스타그램은 비즈니스 프로필, 분석, 게시물을 광고로 홍보하는 기능 등 비즈니스 계정을 위한 새로운 도구를 출시했다. 툴에 액세스하기 위해, 기업들은 해당 페이스북 페이지를 연결해야 했다. 인스타그램 인사이트로 알려진 새로운 분석 페이지를 통해 비즈니스 계정은 상위 게시물, 도달 범위, 인상, 참여 및 인구 통계 데이터를 볼 수 있었다. 인사이트는 미국, 호주, 뉴질랜드에서 먼저 출시되었고, 2016년 후반에 전 세계로 확장되었다.
2016년 2월, 인스타그램은 플랫폼에 20만 명의 광고주가 있다고 발표했다. 2016년 9월까지 50만 명, 2017년 3월에는 100만 명으로 늘었다.
인스타그램은 2018년 11월 비즈니스 계정이 사용자를 구매 페이지로 안내하는 제품 링크를 추가하거나 '쇼핑 목록'에 저장할 수 있는 기능을 추가했다. 인스타그램은 2019년 4월 가맹점이 인스타그램 앱을 통해 직접 상품을 판매할 수 있는 '체크아웃 온 인스타그램'에 옵션을 추가했다.
2020년 3월, 인스타그램은 블로그 포스트를 통해 자사의 플랫폼에서 COVID-19와 관련된 허위 정보, 조작 및 가짜 뉴스의 흐름을 줄이기 위해 대대적인 조정 작업을 하고 있다고 발표했다. 인스타그램은 계정 추천에서 COVID-19 계정을 제거할 것이며, 신뢰할 수 있는 보건 기구에 의해 포스팅된 것이 아니라면 탐색기에서 일부 COVID-19 관련 콘텐츠를 제거하기 위해 노력하고 있다고 했다. 제3자 팩트체커들이 허위라고 평가한 사료와 스토리의 콘텐츠 다운그레이드도 시작하겠다고 밝혔다.

### 인스타그램 제작 어플리케이션
인스타그램이 특화 기능을 갖춘 독립형 어플 3개를 개발해 출시했다. 2014년 7월에는 친구의 프로필 사진을 클릭해 빠르게 이미지를 전송할 수 있고, 메시지 앱 '볼트(Bolt)'를 출시했다. 이 어플에서 이용자가 보낸 메시지는 확인되자마자 사라진다. 이어 지난 8월 '클레버 알고리즘 프로세싱'을 활용해 추적샷과 빠른 시간 경과 동영상을 만드는 iOS 전용 앱 '하이퍼랩스'가 출시됐다. 마이크로소프트는 2015년 5월 안드로이드와 윈도우 전용 하이퍼랩스 앱을 출시했지만, 현재까지 인스타그램에서 두 플랫폼에 대한 공식 하이퍼랩스 앱은 없었다. 2015년 10월에는 사진을 짧은 1초짜리 동영상으로 합성해 반복 재생하는 비디오 앱 부'메랑'을 출시했다.

### 타사 서비스
인스타그램의 인기가 많아질수록 인스타그램에서 서비스를 제공하고 싶어하는 다양한 타사 서비스가 나타나고 있다. 인스타그램에 올릴 콘텐츠를 만드는 서비스와 인스타그램 사진(물리적 출력물 포함)에서 콘텐츠를 생성하는 서비스, 분석, 인스타그램의 공식 지원이 부족하거나 아예 없는 플랫폼 대체 클라이언트 등 인스타그램과의 통합을 위해 설계된 다양한 타사 서비스로 이어지고 있다. (예: 과거 iPad)

### 팩트 체크
2019년 12월 16일, 페이스북은 제3자 팩트체커 기업을 통해 허위 정보를 식별, 검토, 허위 정보로 분류하여 인스타그램으로 팩트체크 프로그램을 확대하겠다고 발표했다. "거짓" 또는 "일부 거짓"으로 평가된 콘텐츠는 검색 페이지 및 해시태그 페이지에서 제거되고, 추가로 "거짓" 또는 "일부 거짓"으로 평가된 콘텐츠는 꼬리표를 달게 된다. 페이스북 팩트체크 프로그램의 추가와 함께 추가적인 오보의 사례를 찾기 위해 이미지 매칭 기술을 이용하게 되었다.

### 알고리즘과 디자인 변화
2016년 4월 인스타그램은 사용자의 타임라인에서 볼 수 있는 사진의 순서를 연대순에서 알고리즘에 의해 결정되는 순서로 변경했다. 인스타그램은 사용자가 마음에 드는 사용자의 사진을 더 많이 볼 수 있도록 알고리즘을 설계했다고 밝혔지만, 많은 사용자들이 팔로워들에게 업데이트를 볼 수 있도록 게시 알림을 켜달라고 요청하는 등 부정적인 피드백이 상당했다. 회사는 변경 전망에 화가 난 이용자들에게 트윗을 남겼지만 물러서지도 않았고, 변경할 방법도 제공하지도 않았고, 2020년 다시 확정시켰다.
인스타그램은 2017년부터 계정의 중요도를 낮추는 기능(shadowbanning)을 시행해, 불필요한 해시태그(해시태그 과다 사용 포함)을 생성해 검색결과와 앱 탐색란에 게시물이 뜨지 못하게 하고 있다. 인스타그램은 이제 삭제된 페이스북 게시물에 "콘텐츠 개발 시 해시태그보다는 사업목표나 목표에 집중하는 것을 추천한다"고 적었다. 그 후 인스타그램은 특히 성적으로 선정적인 자료와 관련하여 모호하고 일관성 없는 상황에서 게시물을 검열하는 데까지 관행을 확장했다는 비난을 받았다.
2020년 11월, 인스타그램은 활동 피드 탭을 새로운 "샵" 탭으로 대체하여 활동 피드를 맨 위로 이동시켰다. '새로운 게시물' 버튼도 상단으로 옮겨져 릴스 탭으로 교체됐다. 인스타그램은 "샵 탭을 통해 브랜드 및 크리에이터와 더 잘 연결되고 선호하는 제품을 발견할 수 있다"고 명시하고 있으며, 릴스 탭은 "전 세계 크리에이터와 여러분과 같은 사람들로부터 짧고 재미있는 비디오를 더 쉽게 발견할 수 있다"고 말한다. 그러나 이용자들은 트위터와 레딧에 불만을 전하며 변화에 잘 대응하지 못했고, 뉴욕타임스는 특히 "릴스가 틱톡 복제품으로서 모든 면에서 실패할 뿐만 아니라, 혼란스럽고, 답답하고, 탐색이 불가능하다"며 릴스를 외면했다.
또한 인스타그램은 2020년 '추천된 게시물'이라는 제목의 기능을 출시했는데, 인스타그램은 사용자가 해당 사용자의 피드를 원할 것으로 생각하는 계정의 게시물을 추가했다. 이 기능은 더 버지의 레딧 사용자 양쪽으로부터 논란이 일었는데, 더 버지는 추천 게시물이 사용자들이 그들의 피드에 달라붙게 하고, 사용자들에게 더 많은 광고를 노출시키며, 궁극적으로는 사용자의 정신 건강을 해친다는 것을 보도했고, 반면 줄리안 구트먼 인스타그램 임원은 이 기능이 사용자를 계속 붙들려는 의도가 아니라고 반박했다. 추천 게시물은 Fast Company가 해당 기능을 끌 수 없다고 밝힌 후 더 많은 논란을 받았다.

## 이용자 특징 및 행동

### 인구 통계
2014년 기준으로 인스타그램 사용자는 아이폰 소유자 50%, 안드로이드 소유자 50%로 균등하게 나뉜다. 인스타그램이 중립적인 성별 편향 형식을 갖고 있는 반면, 인스타그램 사용자의 68%는 여성이고 32%는 남성이었다. 인스타그램의 지리적 용도는 도시지역에 거주하는 미국 성인의 17%가 인스타그램을 사용하는 반면 교외 및 농촌 성인의 11%만이 인스타그램 사용을 선호하고 있는 것으로 나타났다. 인스타그램이 사진 공유를 위해 가장 널리 사용되는 사이트 중 하나로 보일 수 있지만, 사진 공유 플랫폼 상위 4개 중 매일 업로드되는 사진은 7%에 불과하다. 인스타그램은 35세 이하 이용자 1억5000만명 중 90%가 젊은 층을 끌어들이는 것으로 입증됐다. 2012년 6월부터 2013년 6월까지 인스타그램의 사용자 수는 약 두 배가 되었다. 소득과 관련해서는 연간 3만 달러 이하를 버는 미국 인터넷 사용자의 15%가 인스타그램을 사용하는 반면 3만~5만 달러 이상 버는 사람의 14%, 5만 달러 이상 버는 사용자의 12%가 인스타그램을 사용하고 있다. 교육 인구 통계와 관련하여, 대학 교육을 받은 응답자는 23%로 인스타그램에서 가장 활발한 것으로 나타났다. 뒤를 이어 대졸자가 18%, 고졸 이하 사용자가 15%를 차지한다. 이들 인스타그램 사용자 중 24%가 하루에도 몇 번씩 앱을 사용한다고 답했다.

### 이용자 행동
연구자들은 플랫폼의 미디어 콘텐츠가 사용자 참여에 어떤 영향을 미치는지에 대하여 지속적으로 연구하고 있다. 과거 연구에 따르면 사람들의 얼굴을 보여주는 콘텐츠는 더 많은 '좋아요'와 코멘트를 받고, 따뜻함, 노출, 대비를 증가시키는 필터를 사용하는 것 또한 참여도를 높인다고 한다. 사용자는 그룹에 비해 개인을 적게 묘사하는 이미지에 더 많이 관여할 가능성이 높으며, 또한 사용자가 생성한 콘텐츠에 비해 덜 독창적이고 덜 신뢰할 수 있다고 보기 때문에 워터마킹되지 않은 콘텐츠에도 관여할 가능성이 더 높다. 최근 인스타그램이 검증된 계정 배지를 신청할 수 있는 옵션을 내놓았지만, 그렇다고 신청하는 모든 사용자가 체크 뱃지를 사용할 수 있는 것은 아니다.
젊은이들 사이에서 인스타그램을 사용하는 동기는 주로 게시물을 보기 위한 것인데, 특히 사회적 상호 작용과 레크리에이션 등을 위해서이다. 이와는 대조적으로 인스타그램 게시물을 만드는 과정에서 표현된 동의의 정도가 낮아져 인스타그램이 비주얼 커뮤니케이션을 강조하는 것은 소셜커뮤니케이션 분야에서 젊은 층이 폭넓게 수용하고 있음을 보여준다.

## 수상 내역
인스타그램은 2011년 1월에 열린 2010 TechCrunch Crunch Crunchies에서 "베스트 모바일" 부문 준우승을 차지했다. 2011년 5월, Fast Company는 CEO 케빈 시스트롬을 "2011년 비즈니스에서 가장 창조적인 100인"에서 66위로 선정했다. 2011년 6월, 주식회사 시스트롬과 크리거는 2011년 "30 Under 30" 목록에 포함되었다.
인스타그램은 2011년 9월 SF 주간 웹 어워드에서 "국내 베스트 모바일 앱"을 수상했다. 7x7 매거진의 2011년 9월호에는 시스트롬과 크리거가 《The Hot 20 2011》의 표지에 실렸다. 2011년 12월, 애플은 인스타그램을 2011년 올해의 앱으로 선정했다. 2015년 매셔블은 인스타그램이 '역대 최고의 아이폰 앱 100선'에 선정하며 "세계에서 가장 영향력 있는 소셜 네트워크 중 하나"라고 언급했다. 인스타그램은 타임지의 "2013년 최고의 안드로이드 애플리케이션 50개" 목록에 올랐다.

## 검열 및 제한된 콘텐츠

### 불법 약물
인스타그램은 이용자가 판매 중인 약물의 이미지를 플랫폼에 게시해 비난의 대상이 됐다. 2013년 BBC는 주로 미국에 위치한 사용자들이 판매 중인 약물의 이미지를 게시하고 특정 해시태그를 첨부한 뒤 왓츠앱과 같은 인스턴트 메시징 애플리케이션을 통해 거래를 완료한다는 사실을 발견했다. 해당 해시태그는 회사의 대응의 일환으로 차단되었으며 BBC와 관련된 대변인은 다음과 같이 설명했다.
| “ | 인스타그램은 사이트에서 허용되는 것과 허용되지 않는 것에 대한 명확한 규칙들을 가지고 있다. 불법적이거나 부적절한 콘텐츠를 접한 사람들이 모든 사진, 비디오 또는 댓글 옆에 내장된 보고 도구를 사용하여 보고하도록 권장하여 조치를 취할 수 있다. 사람들은 인스타그램에서 물건을 살 수 없다. 우리는 단순히 사람들이 사진과 동영상을 공유하는 곳이다. | ” |

다만 인스타그램의 모회사인 페이스북이 이런 내용을 접한 이용자들에게 해당 자료를 보고하라고 하는 등 2013년 폭로를 계기로 불법 마약 거래 사건이 새롭게 발생했고, 이때 '전용팀'이 해당 정보를 검토한다.
2019년, 페이스북은 인플루언서가 더 이상 페이스북과 인스타그램에 어떤 담배 제품, 무기 홍보도 올릴 수 없다고 발표했다.

### 여성의 신체
2013년 10월 인스타그램은 캐나다 출신 사진작가 페트라 콜린스가 자신의 비키니 아랫도리 위로 음모가 보이는 자신의 사진을 올린 뒤 계정이 삭제되었다. 콜린스는 인스타그램의 약관을 하나도 어기지 않았기 때문에 근거가 없다고 주장했다. 더 데일리닷의 아우드라 슈뢰더는 "인스타그램의 이용약관은 포르노나 성적으로 선정적인 사진을 올릴 수 없다"며, "사회가 보고 받아들이는데 '익숙한' 여성들의 '여성스러움'의 측면을 보여주는, 콜린스의 사진보다 더 성적으로 선정적인 사진을 현장에서 찾을 수 있다."고 덧붙였다.
2015년 1월 인스타그램이 비키니 하의 밖으로 삐죽 튀어나온 음모 등의 사진 때문에 호주 패션기획사 스틱스와 스톤스 에이전시의 계정을 삭제한 것과, 2015년 3월 루피 카우르의 옷에 묻은 생리혈 사진이 삭제되었다. 텀블러는 "우리는 검열받지 않을 것이다"라는 문구와 함께 11,000주 이상의 주식을 얻었다.
이 사건으로 인해 인스타그램의 여성 젖꼭지 사진 삭제에 항의하기 위한 #FreetheNipple 캠페인이 벌어졌다. 인스타그램이 캠페인에 대해 많은 언급을 하지는 않았지만, 2015년 10월 케빈 시스트롬 CEO의 설명에는 인스타그램 등 앱스토어를 통해 퍼블리싱된 앱에 대한 애플의 콘텐츠 가이드라인이 강조됐으며, 앱의 현재 등급은 12세 이상이다. 다만, 이 진술은 상점에서 더 노골적인 콘텐츠가 허용된 다른 앱, 인스타그램에서 자신의 몸을 노출하는 남성들에 대한 결과물 부족, 여성의 신체 부적절한 노출에 해당하는 부분에 대한 일관성 없는 처리로 인해 또한 문제가 되고 있다.

### 국가에 의한 검열
인스타그램은 여러 나라에서 검열되고 있다.

#### 미국
인스타그램은 2020년 미국 대선과 관련한 잘못된 정보의 확산을 막기 위해 2020년 10월 30일 해시태그 페이지의 '최근' 탭을 일시적으로 삭제했다. 2021년 1월 7일, 도널드 트럼프 미국 대통령이 인스타그램에서 "무한정"으로 금지되었다. 저커버그는 "우리는 대통령이 이 기간 동안 우리의 서비스를 계속 사용할 수 있게 하는 데 따르는 위험이 너무 크다고 생각한다"고 말했다.

#### 중국
인스타그램은 지난 2014년 홍콩 시위에 이어 시위 도중 발생한 경찰과의 대립과 사건들이 다수 녹화·촬영되면서 중국에 의해 차단됐다. 홍콩과 마카오는 중국의 특별 행정구역에 속하기 때문에 영향을 받지 않았다.

#### 튀르키예
튀르키예는 인터넷 검열이 엄격하고 인스타그램 등 SNS를 주기적으로 차단하는 것으로 알려져 있다.

#### 북한
2015년 6월 11일 북한 고려호텔에서 발생한 화재 사건 며칠 뒤 당국은 사건 사진이 퍼지지 않도록 인스타그램 차단에 나섰다.

#### 러시아
2022년 3월 14일, 인스타그램은 2022년 러시아의 우크라이나 침공이 일어나자 인스타그램을 포함한 메타 서비스를 러시아에서 중단했다.

## 현황
2010년 7월 16일, 공동창업자인 케빈 시스트롬이 첫 사진을 올린 이래 2016년 6월 21일에는 사용자가 5억 명을 돌파했다. 이용자 중 3억 명은 하루에 한 차례 이상 사용하며 매일 평균 9,500만 개의 사진과 영상이 올라온다. 인스타그램 사용자의 80% 이상이 미국 이외의 지역이다. 모회사인 페이스북의 성장 동력으로 각광받고 있다.
또한 인스타그램은 2013년 11월부터 일부 기업을 통한 광고를 시범적으로 도입하여 운영하고 있다. 2013년 6월 동영상 서비스를, 12월에는 메시지 서비스도 내놓으며 SNS로서의 기능 또한 확장해 가고 있다. 국내에서도 인스타그램 사용자가 가파르게 늘고 있다. 인스타그램을 홍보하는 국내 대행사 관계자는 “국내에서 인스타그램 사용자가 활발하게 늘어나고 있다”면서 “특히 아이돌과 연예인들을 중심으로 인기를 끌고 있다”라고 말했다. 인스타그램은 페이스북 한국 지사를 통해 국내 마케팅에도 시동을 걸고 있다. 해외에선 리바이스, 버버리와 같은 외국 기업들과 광고 파트너십을 맺은 바 있는데 국내에서도 기업들과 연계하여 다양한 수익 모델을 도입할 예정이다. 인스타그램에 광고 모델이 적용되면서 페이스북의 수익도 개선될 것으로 전망된다. 월스트리트저널(WSJ)에 따르면 페이스북의 2013년 회계연도 매출이 전년 대비 40% 증가했을 것으로 예상되고 있다. 매출 중 3분의 1을 모바일 광고에서 벌어들인 것으로 추정된다.
2019년 11월, 소셜 네트워크는 "오해를 피하기 위해" 공식 애플리케이션에서 "구독"탭을 제거했다. 이 탭은 기본적으로 좋아요, 댓글, 구독 등 다른 사용자의 행동을 추적 할 수 있게 해 주었다. 이 기능은 현재 누락되었지만 타사 서비스를 통해 이 정보를 받을 수 있다.

## 기타
- 프로페셔널 계정 중 본인이 공인이 아님에도 공인이라고 사칭하는 경우가 많다.

## 같이 보기
- 팔로워가 가장 많은 인스타그램 계정 목록
- 트위터
- 페이스북
- SNS
- 샤오훙수
- 카카오스토리

### 내용주
1. ↑  영어: Instagram, 약칭: 인스타[1]

### 참조주
1. ↑  “Do YOU know what social media rules you've signed up to? - CBBC Newsround” (영국 영어). 2018년 9월 1일에 확인함.
2. ↑  Frommer, Dan (2010년 11월 1일). “Here's How To Use Instagram”. 《Business Insider》. 2011년 5월 20일에 확인함.
3. ↑  “5 Of The Most Popular Instagram Accounts” (미국 영어). 2021년 5월 16일에 확인함.
4. ↑  “Instagram hits 1 billion monthly users, up from 800M in September”. 《TechCrunch》 (미국 영어). 2018년 6월 20일. 2020년 11월 12일에 원본 문서에서 보존된 문서. 2020년 10월 23일에 확인함.
5. ↑  트위터 제친 인스타그램…월간 사용자 3억 명 돌파
6. ↑  Lagorio-Chafkin, Christine (2012년 4월 9일). “Kevin Systrom and Mike Krieger, Founders of Instagram”. 《Inc.com》 (영어). 2021년 5월 16일에 확인함.
7. ↑  Tabitha Jean Naylor (2014년 8월 19일). “5 Of The Most Popular Instagram Accounts” (미국 영어). 2021년 5월 16일에 확인함.
8. ↑  Siegler, MG (2010년 3월 5일). “Burbn's Funding Goes Down Smooth. Baseline, Andreessen Back Stealthy Location Startup.”.
9. ↑  Shontell, Alyson (2012년 4월 9일). “Meet The 13 Lucky Employees And 9 Investors Behind $1 Billion Instagram”.
10. ↑  Beltrone, Gabriel (2011년 7월 29일). “Instagram Surprises With Fifth Employee”.
11. ↑  Raisa Bruner (2016년 7월 16일). “Take a Look Back at Instagram's First Posts, Six Years Ago”. 2021년 5월 16일에 확인함.
12. ↑  OLIVIA B. WAXMAN (2014년 7월 16일). “Here's The First Instagram Photo Ever”. 2021년 5월 16일에 확인함.
13. ↑  Siegler, MG (2010년 10월 6일). “Instagram Launches With The Hope Of Igniting Communication Through Images”. 《Instagram Launches with the Hope of Igniting Communication Through Images》 (미국 영어). 2021년 5월 16일에 확인함.[깨진 링크(과거 내용 찾기)]
14. ↑  Siegler, MG (2011년 2월 2일). “Instagram Filters Through Suitors To Capture $7 Million In Funding Led By Benchmark”. 《Instagram Filters Through Suitors To Capture $7 Million in Funding Led By Benchmark》 (미국 영어). 2021년 5월 16일에 확인함.[깨진 링크(과거 내용 찾기)]
15. ↑  Markowitz, Eric (2012년 4월 10일). “How Instagram Grew From Foursquare Knock-Off to $1 Billion Empire” (영어). 2021년 5월 16일에 확인함.
16. ↑  Tsotsis, Alexia (2012년 4월 9일). “Right Before Acquisition, Instagram Closed $50M At A $500M Valuation From Sequoia, Thrive, Greylock And Benchmark” (미국 영어). 2021년 5월 16일에 확인함.[깨진 링크(과거 내용 찾기)]
17. ↑  Bertoni, Steven (2012년 5월 2일). “The 26-Year-Old VC Who Cashed In On Instagram” (영어). 2021년 5월 16일에 확인함.
18. ↑  Tsotsis, Alexia (2012년 4월 3일). “With Over 30 Million Users On iOS, Instagram Finally Comes To Android” (미국 영어). 2021년 5월 16일에 확인함.[깨진 링크(과거 내용 찾기)]
19. ↑  Houston, Thomas (2012년 4월 3일). “Instagram for Android now available” (영어). 2021년 5월 16일에 확인함.
20. ↑  Blagdon, Jeff (2012년 4월 4일). “Instagram for Android breaks 1 million downloads in less than a day”.
21. ↑  Bell, Karissa (2014년 3월 11일). “Instagram Releases Faster, More Responsive Android App” (영어). 2021년 5월 16일에 확인함.
22. ↑  Cohen, David; 2014-03-11. “Twice As Quick, Half As Large: Instagram Updates Android App” (미국 영어). 2021년 5월 16일에 확인함.
23. ↑  Constine, Josh (2017년 4월 18일). “Instagram on Android gets offline mode” (미국 영어). 2021년 5월 16일에 확인함.[깨진 링크(과거 내용 찾기)]
24. ↑  O'Kane, Sean (2017년 4월 19일). “Instagram for Android now works offline” (영어). 2021년 5월 16일에 확인함.
25. ↑  Ghoshal, Abhimanyu (2017년 4월 19일). “Instagram now works offline on Android” (영어). 2021년 5월 16일에 확인함.
26. ↑  Upbin, Bruce (2012년 4월 9일). “Facebook Buys Instagram For $1 Billion. Smart Arbitrage.” (영어). 2021년 5월 16일에 확인함.
27. ↑  Rusli, Evelyn M. (2012년 4월 9일). “Facebook Buys Instagram for $1 Billion” (영어). 2021년 5월 16일에 확인함.
28. ↑  Oreskovic, Alexei; Shih, Gerry (2012년 4월 10일). “Facebook to buy Instagram for $1 billion”. 《Reuters》 (영어). 2021년 5월 16일에 확인함.
29. ↑  Constine, Josh; Culter, Kim-Mai (2012년 4월 9일). “Facebook Buys Instagram For $1 Billion, Turns Budding Rival Into Its Standalone Photo App” (미국 영어). 2021년 5월 16일에 확인함.[깨진 링크(과거 내용 찾기)]
30. ↑  Houston, Thomas (2012년 4월 9일). “Facebook to buy Instagram for $1 billion” (영어). 2021년 5월 16일에 확인함.
31. 1 2  Segall, Laurie (2012년 4월 9일). “Facebook acquires Instagram for $1 billion”. 2021년 5월 16일에 확인함.
32. ↑  “Facebook's Instagram bid gets go-ahead from the OFT”. 《BBC News》 (영국 영어). 2012년 8월 14일. 2021년 5월 16일에 확인함.
33. ↑  Oreskovic, Alexei (2012년 8월 23일). “FTC clears Facebook's acquisition of Instagram”. 《Reuters》 (영어). 2021년 5월 16일에 확인함.
34. ↑  Geron, Tomio (2012년 9월 6일). “Facebook Officially Closes Instagram Deal” (영어). 2021년 5월 16일에 확인함.
35. ↑  Protalinski, Emil (2012년 4월 23일). “Facebook buying Instagram for $300 million, 23 million shares” (영어). 2021년 5월 16일에 확인함.
36. ↑  Isaac, Mike (2012년 4월 9일). “Exclusive: Facebook Deal Nets Instagram CEO $400 Million”. 《Wired》 (미국 영어). ISSN 1059-1028. 2021년 5월 16일에 확인함.
37. ↑  Hamburger, Ellis (2012년 11월 5일). “Instagram launches web profiles, but maintains clear focus on mobile” (영어). 2021년 5월 16일에 확인함.
38. ↑  Drew Olanoff, Josh Constine (2012년 11월 21일). “Instagram Launches Embeddable “Badges” To Help You Promote Your Beautiful Profile On The Web” (미국 영어). 2021년 5월 16일에 확인함.[깨진 링크(과거 내용 찾기)]
39. ↑  Carr, Austin (2014년 3월 25일). “Instagram Testing Facebook Places Integration To Replace Foursquare” (미국 영어). 2021년 5월 16일에 확인함.
40. ↑  Steele, Billy (2014년 3월 25일). “Instagram is testing Facebook Places integration for location tagging” (미국 영어). 2021년 5월 16일에 확인함.
41. ↑  Kastrenakes, Jacob (2015년 6월 9일). “Instagram is launching a redesigned website with bigger photos” (영어). 2021년 5월 30일에 확인함.
42. ↑  Lopez, Napier (2015년 6월 9일). “Instagram for the Web is getting a cleaner, flatter redesign” (영어). 2021년 5월 30일에 확인함.
43. ↑  Shadman, Aadil. “Instagram on Web Just Got a Major Design Overhaul” (미국 영어). 2021년 5월 30일에 확인함.
44. ↑  “Pre-2015 Instagram website layout screenshot.”.
45. ↑  “Pre-June-2015 Instagram website layout screenshot with "slideshow banner"”.
46. ↑  Kastrenakes, Jacob (2016년 5월 11일). “Instagram launches redesigned app and icon” (영어). 2021년 5월 30일에 확인함.
47. ↑  Perez, Sarah (2016년 5월 11일). “Instagram’s big redesign goes live with a colorful new icon, black-and-white app and more” (미국 영어). 2021년 5월 30일에 확인함.[깨진 링크(과거 내용 찾기)]
48. ↑  Titcomb, James (2016년 5월 11일). “Instagram is changing its iconic logo – here's why”. 《The Daily Telegraph》. 2017년 4월 24일에 확인함.
49. ↑  Newton, Casey (2016년 4월 26일). “Instagram is testing a new black-and-white design” (영어). 2021년 5월 30일에 확인함.
50. ↑  Feinn, Lily (2016년 12월 7일). “How To Turn Off Comments For A Post On Instagram & Avoid All The Drama Before It Even Starts” (영어). 2021년 5월 30일에 확인함.
51. ↑  Josh Constine, Sarah Perez (2016년 12월 7일). “Instagram fights abuse with comment disabling and liking” (미국 영어). 2021년 5월 30일에 확인함.[깨진 링크(과거 내용 찾기)]
52. ↑  O'Brien, Sara Ashley (2016년 12월 6일). “Instagram finally lets users disable comments”. 2021년 5월 30일에 확인함.
53. ↑  Warren, Tom (2013년 3월 6일). “Nokia wants Instagram for Windows Phone, piles pressure on with #2InstaWithLove” (영어). 2021년 5월 30일에 확인함.
54. ↑  Rubino, Daniel (2013년 3월 5일). “Nokia releases #2InstaWithLove social app to put some pressure on Instagram”. 2021년 5월 30일에 확인함.
55. ↑  Warren, Tom (2013년 10월 22일). “Official Instagram Windows Phone app arriving in the 'coming weeks'” (영어). 2021년 5월 30일에 확인함.
56. ↑  Warren, Tom (2013년 11월 20일). “Instagram arrives on Windows Phone, lacks video recording” (영어). 2021년 5월 30일에 확인함.
57. ↑  Dredge, Stuart (2013년 11월 20일). “Instagram arrives on Windows Phone (and yes, you CAN take photos)” (영어). 2021년 5월 30일에 확인함.
58. ↑  Warren, Tom (2016년 4월 28일). “Instagram launches on Windows 10 Mobile, finally gets video support” (영어). 2021년 5월 30일에 확인함.
59. ↑  Warren, Tom (2016년 10월 14일). “Instagram arrives on Windows 10 PCs and tablets, still not on iPad” (영어). 2021년 5월 30일에 확인함.
60. ↑  Protalinski, Emil (2016년 10월 14일). “Instagram launches for Windows 10 PCs and tablets” (미국 영어). 2021년 5월 30일에 확인함.
61. ↑  Carman, Ashley (2017년 5월 8일). “You can now upload Instagram photos from its mobile website” (영어). 2021년 5월 30일에 확인함.
62. ↑  Constine, Josh (2017년 5월 8일). “Instagram launches mobile web sharing to pursue global growth” (미국 영어). 2021년 5월 30일에 확인함.[깨진 링크(과거 내용 찾기)]
63. ↑  “Instagram launches “Data Download” tool to let you leave” (미국 영어). 2020년 10월 26일에 원본 문서에서 보존된 문서. 2021년 5월 30일에 확인함.
64. ↑  Gartenberg, Chaim (2018년 4월 24일). “Instagram adds new data download tool to export pictures and user information” (영어). 2021년 5월 30일에 확인함.
65. ↑  Canales, Katie (2018년 4월 24일). “Instagram is rolling out a feature that will let you download all of your photos and past searches in one fell swoop” (네덜란드어). 2021년 5월 30일에 확인함.
66. ↑  Systrom, Kevin (2018년 9월 24일). “Statement from Kevin Systrom, Instagram Co-Founder and CEO”. Instagram. 2018년 9월 25일에 원본 문서에서 보존된 문서. 2018년 9월 25일에 확인함.
67. ↑  Kesbeh, Dina (2018년 9월 25일). “Instagram Co-Founders To Step Down” (영어). 2021년 5월 30일에 확인함.
68. ↑  “Former Facebook News Feed head Adam Mosseri to lead Instagram” (영어). 2021년 5월 30일에 확인함.
69. ↑  Constine, Josh (2018년 10월 1일). “Meet Adam Mosseri, the new head of Instagram”.
70. 1 2  Carman, Ashley (2019년 4월 30일). “Instagram will test hiding public like counts in Canada” (영어). 2021년 5월 30일에 확인함.
71. ↑  Shaban, Hamza (2019년 5월 1일). “Here's why Instagram is going to hide your 'likes'”. 《The Washington Post》. 2019년 5월 1일에 확인함.
72. 1 2 3  “Instagram hides likes count in international test 'to remove pressure'”. 《BBC News》 (영국 영어). 2019년 7월 18일. 2021년 5월 30일에 확인함.
73. ↑  Carman, Ashley (2019년 7월 17일). “Instagram expands its test to hide like counts” (영어). 2021년 5월 30일에 확인함.
74. ↑  Business, By Kaya Yurieff, CNN (2019년 11월 14일). “Instagram is now testing hiding likes worldwide” (영어). 2021년 5월 30일에 확인함.
75. ↑  Bryant, Miranda (2019년 7월 9일). “Instagram's anti-bullying AI asks users: 'Are you sure you want to post this?'” (영어). 2021년 5월 30일에 확인함.
76. ↑  Lee, Dami (2019년 10월 7일). “Instagram’s Following tab is going away this week” (영어). 2021년 5월 30일에 확인함.
77. ↑  Taylor, Vanessa (2019년 10월 8일). “Instagram will no longer snitch on your thirsty late-night likes” (영어). 2021년 5월 30일에 확인함.
78. ↑  Lakshmanan, Ravie (2019년 10월 30일). “Instagram now forces people to sign in to view public profiles”. 2019년 10월 30일에 원본 문서에서 보존된 문서. 2021년 5월 30일에 확인함.
79. ↑  Bell, Karissa (2019년 10월 24일). “You can’t lurk on Instagram anymore unless you’re logged in” (영어). 2021년 5월 30일에 확인함.
80. ↑  “r/Instagram - Is there a reason why we can no longer view instagram profiles without having to log in ?” (미국 영어). 2021년 5월 30일에 확인함.
81. ↑  Leskin, Paige (2020년 3월 25일). “Instagram sped up rollout on its new feature that lets friends quarantined apart watch videos together” (미국 영어). 2021년 5월 30일에 확인함.
82. ↑  Gray, Julia (2020년 8월 11일). “A look inside Reels: Can Instagram's new feature beat TikTok?” (영어). 2021년 5월 30일에 확인함.
83. ↑  Carman, Ashley (2020년 8월 19일). “Instagram rolls out suggested posts to keep you glued to your feed” (영어). 2021년 5월 30일에 확인함.
84. ↑  “Instagram Testing TikTok-Inspired Vertical Stories in Its App” (미국 영어). 2021년 2월 3일. 2021년 2월 3일에 원본 문서에서 보존된 문서. 2021년 5월 30일에 확인함.
85. ↑  “Instagram removing the option to share posts in Stories for some users” (영어). 2021년 2월 3일. 2021년 5월 30일에 확인함.
86. ↑  Carman, Ashley (2021년 3월 1일). “Instagram’s new Live Rooms feature lets up to four people go live at once” (영어). 2021년 5월 30일에 확인함.
87. ↑  “Bloomberg - Are you a robot?”. 2021년 5월 30일에 확인함.
88. ↑  Klar, Rebecca (2021년 3월 16일). “Instagram to restrict direct messages between teens and adults they don't follow” (영어). 2021년 5월 30일에 확인함.
89. ↑  “Instagram stops adults from DMing teens who don't follow them” (미국 영어). 2021년 5월 30일에 확인함.
90. ↑  Faisal, Mustafa (2021년 3월 20일). “A safe version of Instagram” (미국 영어). 2023년 4월 30일에 원본 문서에서 보존된 문서. 2021년 5월 30일에 확인함.
91. ↑  Carman, Ashley (2021년 5월 11일). “Instagram will let people list their pronouns on their profiles” (영어). 2021년 5월 30일에 확인함.
92. 1 2  Buck, Stephanie (2012년 5월 30일). “The Beginner's Guide to Instagram”. Yahoo!. 2014년 10월 25일에 원본 문서에서 보존된 문서. 2017년 4월 22일에 확인함.
93. ↑  “Posting & Adding Locations”. 《Instagram Help》. Instagram. 2017년 4월 22일에 확인함.
94. ↑  Grant, Megan (2016년 12월 6일). “How To Remove Followers On Instagram, As Long As You Have A Private Account” (영어). 2021년 6월 1일에 확인함.
95. ↑  Frommer, Dan (2010년 11월 1일). “Here's How To Use Instagram” (미국 영어). 2021년 6월 1일에 확인함.
96. ↑  Grove, Jennifer Van (2011년 9월 20일). “Instagram 2.0 Launches: A Faster App With Live Filters & Hi-Res Photos” (영어). 2021년 6월 1일에 확인함.
97. ↑  Geere, Duncan (2011년 9월 20일). “Instagram Adds High-Res Photos, New Filters in Version 2.0”. 《Wired》.
98. ↑  Setalvad, Ariha (2015년 8월 27일). “You can now post full-size landscape and portrait photos on Instagram” (영어). 2021년 6월 1일에 확인함.
99. ↑  Williams, Rhiannon (2015년 8월 27일). “Instagram finally drops square picture rules to embrace rectangular photos”. 2021년 6월 1일에 확인함.
100. ↑  Stinson, Liz (2015년 8월 27일). “Instagram Ends the Tyranny of the Square”. 《Wired》 (미국 영어). ISSN 1059-1028. 2021년 6월 1일에 확인함.
101. ↑  Newton, Casey (2016년 9월 6일). “Instagram is getting rid of photo maps” (영어). 2021년 6월 1일에 확인함.
102. ↑  Hinchliffe, Emma (2016년 9월 6일). “Instagram is killing a big feature” (영어). 2021년 6월 1일에 확인함.
103. ↑  Bell, Karissa (2016년 12월 14일). “Instagram's newest feature is a dream for all you Instagram stalkers” (영어). 2021년 6월 1일에 확인함.
104. ↑  Garun, Natt (2016년 12월 14일). “You can now bookmark Instagram posts to look at later” (영어). 2021년 6월 1일에 확인함.
105. ↑  Welch, Chris (2017년 4월 17일). “Instagram’s saved posts can now be organized into Pinterest-like collections” (영어). 2021년 6월 1일에 확인함.
106. ↑  Fingas, Jon (2017년 4월 17일). “Instagram goes after Pinterest with saved post collections” (미국 영어). 2021년 6월 1일에 확인함.
107. ↑  Constine, Josh (2017년 5월 22일). “Instagram deters deletion with reversible “archive” option” (미국 영어). 2021년 6월 1일에 확인함.[깨진 링크(과거 내용 찾기)]
108. ↑  Miller, Chance (2017년 5월 23일). “Instagram rolling out new 'archive' option for temporarily hiding posts” (미국 영어). 2021년 6월 1일에 확인함.
109. ↑  Newton, Casey (2017년 8월 15일). “Instagram begins organizing comments into threads” (영어). 2021년 6월 1일에 확인함.
110. ↑  Constine, Josh (2017년 8월 15일). “Facebook and Instagram get redesigns for readability” (미국 영어). 2021년 6월 1일에 확인함.[깨진 링크(과거 내용 찾기)]
111. ↑  Constine, Josh (2017년 2월 22일). “Instagram lets you post up to 10 photos or videos as 1 swipeable carousel” (미국 영어). 2021년 6월 1일에 확인함.[깨진 링크(과거 내용 찾기)]
112. ↑  Pierce, David (2017년 2월 22일). “Instagram Galleries Are Yet Another Reason to Never Leave Instagram”. 《Wired》 (미국 영어). ISSN 1059-1028. 2021년 6월 1일에 확인함.
113. ↑  Kastrenakes, Jacob (2017년 8월 29일). “Instagram now lets you post landscape and portrait photo albums” (영어). 2021년 6월 1일에 확인함.
114. ↑  Hall, Zac (2017년 8월 29일). “Instagram now lets you share portrait and landscape shots in galleries” (미국 영어). 2021년 6월 1일에 확인함.
115. ↑  Estrada, Zac (2018년 4월 10일). “Instagram launches a portrait mode and a new way to tag friends in Stories” (영어). 2021년 6월 1일에 확인함.
116. ↑  Carman, Ashley (2018년 11월 28일). “Instagram is now using AI to describe photos for users with visual impairments” (영어). 2021년 6월 1일에 확인함.
117. ↑  “Instagram Has Launched Live "Rooms"” (영어). 2021년 6월 1일에 확인함.
118. ↑  박, 태홍 (2021년 3월 2일). “[해외증시] 인스타그램, 4인용 동영상 스트리밍 ’라이브 룸’ 출시”. 2021년 6월 1일에 확인함.
119. ↑  “Instagram adds a captions option for Stories and soon, Reels” (미국 영어). 2021년 6월 1일에 확인함.[깨진 링크(과거 내용 찾기)]
120. ↑  Van Grove, Jennifer (2011년 1월 27일). “Instagram Introduces Hashtags for Users & Brands” (영어). 2021년 4월 8일에 확인함.
121. ↑  “Introducing Hashtags on Instagram”. 《Instagram Blog》. Instagram. 2011년 1월 26일. 2012년 1월 23일에 원본 문서에서 보존된 문서. 2017년 4월 22일에 확인함.
122. ↑  “Instagram Tips: Using Hashtags”. 《Instagram Blog》. Instagram. 2012년 2월 15일. 2012년 2월 17일에 원본 문서에서 보존된 문서. 2017년 4월 22일에 확인함.
123. ↑  Grove, Jennifer Van. “Instagram Introduces Hashtags for Users & Brands” (영어). 2021년 4월 8일에 확인함.
124. ↑  Popper, Ben (2017년 12월 12일). “Instagram now lets you follow hashtags” (영어). 2021년 6월 2일에 확인함.
125. ↑  Constine, Josh (2017년 12월 12일). “Instagram becomes an interest network with hashtag following” (미국 영어). 2021년 6월 2일에 확인함.[깨진 링크(과거 내용 찾기)]
126. ↑  한준호 (2017년 12월 13일). “인스타그램, 해시태그 팔로우 기능 출시”. 2021년 6월 2일에 확인함.
127. ↑  Constine, Josh (2012년 6월 25일). “Instagram’s New “Explore” Brings The Future Of Photo Discovery Into Focus” (미국 영어). 2021년 6월 3일에 확인함.[깨진 링크(과거 내용 찾기)]
128. ↑  Buhr, Sarah; Constine, Josh (2015년 6월 23일). “Instagram Gets Newsy With Trends And Place Search For Exploring Anything, Anywhere” (미국 영어). 2021년 6월 3일에 확인함.[깨진 링크(과거 내용 찾기)]
129. ↑  Welch, Chris (2016년 4월 14일). “Instagram makes video an even bigger part of its Explore tab” (영어). 2021년 6월 3일에 확인함.
130. ↑  Constine, Josh (2016년 4월 14일). “Instagram launches personalized video feed and themed channels in Explore” (미국 영어). 2021년 6월 3일에 확인함.[깨진 링크(과거 내용 찾기)]
131. ↑  Tepper, Fitz (2016년 8월 17일). “Instagram adds an Events channel to show you the best videos from concerts and sporting events” (미국 영어). 2021년 6월 3일에 확인함.[깨진 링크(과거 내용 찾기)]
132. ↑  Kokalitcheva, Kia (2016년 8월 17일). “Instagram Now Lets Users Discover New Events-Themed Videos” (영어). 2021년 6월 3일에 확인함.
133. ↑  Newton, Casey (2016년 10월 18일). “Instagram brings stories to the explore tab” (영어). 2021년 6월 3일에 확인함.
134. ↑  Constine, Josh (2016년 11월 21일). “Instagram launches disappearing Live video and messages” (미국 영어). 2021년 6월 3일에 확인함.[깨진 링크(과거 내용 찾기)]
135. ↑  Constine, Josh (2017년 5월 23일). “Instagram launches Story Search for hashtags and locations” (미국 영어). 2021년 6월 3일에 확인함.[깨진 링크(과거 내용 찾기)]
136. ↑  Lofte, Leanna (2012년 2월 11일). “Instagram introduces Lux, a new way to enhance your photos”.
137. ↑  강, 병진 (2014년 12월 17일). “인스타그램의 새로운 필터 5가지”. 2021년 6월 3일에 확인함.
138. ↑  Taylor, Colleen (2013년 6월 20일). “Instagram Launches 15-Second Video Sharing Feature, With 13 Filters And Editing” (미국 영어). 2021년 6월 16일에 확인함.[깨진 링크(과거 내용 찾기)]
139. ↑  Langer, Eli (2013년 6월 23일). “Instagram Video Taking a Swing at Vine: Study”.
140. ↑  Meyer, Robinson (2015년 8월 27일). “It's No Longer Hip to Be Square—on Instagram, At Least”.
141. ↑  Strange, Adario (2016년 3월 29일). “You can now post 60-second videos on Instagram”.
142. ↑  Constine, Josh (2017년 2월 22일). “Instagram lets you post up to 10 photos or videos as 1 swipeable carousel” (미국 영어). 2021년 6월 1일에 확인함.[깨진 링크(과거 내용 찾기)]
143. ↑  Pierce, David (2017년 2월 22일). “Instagram Galleries Are Yet Another Reason to Never Leave Instagram”. 《Wired》 (미국 영어). ISSN 1059-1028. 2021년 6월 1일에 확인함.
144. ↑  “What are the video upload requirements for IGTV on Instagram? Instagram Help Center”. 2021년 6월 16일에 확인함.
145. ↑  Newton, Casey (2018년 6월 20일). “Instagram announces IGTV, a standalone app for longer videos” (영어). 2021년 6월 16일에 확인함.
146. ↑  Rosney, Daniel (2018년 6월 20일). “Instagram longer videos: How new IGTV feature will work”. 《BBC News》 (영국 영어). 2021년 6월 16일에 확인함.
147. ↑  “인스타그램, 숏폼 동영상 편집 기능 ‘릴스’ 국내 도입”. 2021년 2월 2일. 2021년 4월 8일에 확인함.
148. ↑  Vincent, James (2019년 11월 12일). “Instagram is testing a new video editing tool called Reels that copies TikTok’s best features” (영어). 2021년 6월 16일에 확인함.
149. ↑  Vincent, James (2019년 11월 12일). “Instagram is testing a new video editing tool called Reels that copies TikTok’s best features” (영어). 2021년 6월 16일에 확인함.
150. ↑  Porter, Jon (2020년 7월 6일). “Instagram’s Reels feature reportedly expands to India following TikTok ban” (영어). 2021년 6월 16일에 확인함.
151. ↑  Alexander, Julia (2020년 8월 5일). “Instagram launches Reels, its attempt to keep you off TikTok” (영어). 2021년 6월 16일에 확인함.
152. ↑  Mehta, Ivan (2020년 9월 4일). “Instagram introduces a Reels button on its home screen so you might finally watch some” (영어). 2021년 6월 16일에 확인함.
153. ↑  Crook, Jordan (2013년 12월 12일). “Instagram Introduces Instagram Direct” (미국 영어). 2021년 6월 16일에 확인함.[깨진 링크(과거 내용 찾기)]
154. ↑  Setalvad, Ariha (2015년 9월 1일). “Instagram Direct gets a huge update focused on messaging your friends” (영어). 2021년 6월 16일에 확인함.
155. ↑  Kahn, Jordan (2016년 11월 21일). “Instagram launches live video for Stories, disappearing photos & videos in direct messages” (미국 영어). 2021년 6월 16일에 확인함.
156. ↑  Constine, Josh (2017년 4월 11일). “Instagram Direct unites ephemeral and permanent messaging for 375M users” (미국 영어). 2021년 6월 16일에 확인함.[깨진 링크(과거 내용 찾기)]
157. ↑  Gartenberg, Chaim (2017년 5월 25일). “Instagram is just now offering support for sending links in direct messages” (영어). 2021년 6월 16일에 확인함.
158. ↑  Carman, Ashley (2020년 4월 10일). “Everyone can now access their Instagram DMs on the web” (영어). 2021년 6월 16일에 확인함.
159. ↑  Amadeo, Ron (2020년 8월 17일). “Facebook Messenger starts taking over Instagram Direct messages” (미국 영어). 2021년 6월 16일에 확인함.
160. ↑  Klar, Rebecca (2021년 3월 16일). “Instagram to restrict direct messages between teens and adults they don't follow” (영어). 2021년 5월 30일에 확인함.
161. ↑  Constine, Josh (2016년 8월 2일). “Instagram launches “Stories,” a Snapchatty feature for imperfect sharing” (미국 영어). 2021년 6월 16일에 확인함.[깨진 링크(과거 내용 찾기)]
162. ↑  Johnson, Eric (2017년 6월 5일). “Did Instagram copy Snapchat? Not exactly, Instagram CEO Kevin Systrom says.” (영어). 2021년 6월 16일에 확인함.
163. ↑  Krishna, Swapna (2017년 6월 5일). “Instagram CEO downplays criticism that it copied Snapchat” (미국 영어). 2021년 6월 16일에 확인함.
164. ↑  Newton, Casey (2016년 11월 21일). “Instagram’s take on live video arrives with an ephemeral twist” (영어). 2021년 6월 16일에 확인함.
165. ↑  Constine, Josh (2017년 1월 11일). “Instagram Stories hits 150M daily users, launches skippable ads” (미국 영어). 2021년 6월 16일에 확인함.[깨진 링크(과거 내용 찾기)]
166. ↑  Constine, Josh (2017년 4월 13일). “Instagram Stories hits 200M users, surpassing Snapchat as it copies its AR stickers” (미국 영어). 2021년 6월 16일에 확인함.[깨진 링크(과거 내용 찾기)]
167. ↑  O'Kane, Sean (2017년 5월 16일). “Instagram adds augmented reality face filters” (영어). 2021년 6월 16일에 확인함.
168. ↑  Constine, Josh (2017년 5월 16일). “Instagram tests Location Stories” (미국 영어). 2021년 6월 16일에 확인함.[깨진 링크(과거 내용 찾기)]
169. ↑  Constine, Josh (2017년 5월 23일). “Instagram launches Story Search for hashtags and locations” (미국 영어). 2021년 6월 3일에 확인함.[깨진 링크(과거 내용 찾기)]
170. ↑  Constine, Josh (2017년 6월 20일). “Instagram Stories hits 250M daily users, adds Live video replays”.
171. ↑  Kastrenakes, Jacob (2017년 7월 6일). “Instagram now lets you reply to stories with photos and videos” (영어). 2021년 6월 16일에 확인함.
172. ↑  Garun, Natt (2017년 8월 31일). “You can now view Instagram Stories on the web” (영어). 2021년 6월 16일에 확인함.
173. ↑  “How do I add a story to my Story Highlights? Instagram Help Center”. 2021년 6월 16일에 확인함.
174. ↑  “Instagram Marketing Agency - Instagram Services  Tej SolPro” (미국 영어). 2021년 6월 16일에 확인함.
175. ↑  Tsotsis, Alexia (2013년 4월 2일). “Monetization TBD … Instagram Hires Facebook’s Emily White As Director Of Business Operations” (미국 영어). 2021년 6월 16일에 확인함.[깨진 링크(과거 내용 찾기)]
176. ↑  Rusli, Evelyn M. (2013년 9월 8일). “Instagram Pictures Itself Making Money”. 《Wall Street Journal》 (미국 영어). ISSN 0099-9660. 2021년 6월 16일에 확인함.
177. ↑  Dugdale, Addy (2013년 12월 4일). “Snapchat Snaps Up Facebook And Instagram’s Emily White As Its New COO” (미국 영어). 2021년 6월 16일에 확인함.
178. ↑  Wagner, Kurt (2014년 8월 13일). “Instagram Hires New Ad Chief” (영어). 2021년 6월 16일에 확인함.
179. ↑  Panzarino, Matthew (2013년 10월 3일). “Instagram To Start Showing In-Feed Video And Image Ads To US Users” (미국 영어). 2021년 6월 16일에 확인함.[깨진 링크(과거 내용 찾기)]
180. ↑  Welch, Chris (2013년 11월 1일). “Instagram launches ads with sponsored post from Michael Kors” (영어). 2021년 6월 16일에 확인함.
181. ↑  Kastrenakes, Jacob (2014년 10월 30일). “Instagram launches video ads today” (영어). 2021년 6월 16일에 확인함.
182. ↑  Dove, Jackie (2014년 6월 9일). “Instagram Plans Ads for the UK, Canada and Australia” (영어). 2021년 6월 16일에 확인함.
183. ↑  Ong, Josh (2014년 9월 17일). “Instagram to Roll Out Ads in the UK Soon” (영어). 2021년 6월 16일에 확인함.
184. ↑  “Instagram officially announces its new business tools” (미국 영어). 2021년 6월 16일에 확인함.[깨진 링크(과거 내용 찾기)]
185. ↑  Perez, Sarah (2016년 5월 31일). “Instagram officially announces its new business tools” (미국 영어). 2021년 6월 16일에 확인함.[깨진 링크(과거 내용 찾기)]
186. ↑  Griffiths, Sarah (2016년 8월 15일). “Instagram launches business tools to help users buy and sell”. 《Wired UK》 (영국 영어). ISSN 1357-0978. 2021년 6월 16일에 확인함.
187. ↑  Ha, Anthony (2016년 2월 24일). “There Are Now 200K Advertisers On Instagram” (미국 영어). 2021년 6월 16일에 확인함.[깨진 링크(과거 내용 찾기)]
188. ↑  Ha, Anthony (2016년 11월 22일). “And now there are 500K active advertisers on Instagram” (미국 영어). 2021년 6월 16일에 확인함.[깨진 링크(과거 내용 찾기)]
189. ↑  Staff, Reuters (2017년 3월 22일). “Instagram says advertising base tops one million businesses”. 《Reuters》 (영어). 2021년 6월 16일에 확인함.
190. ↑  Carman, Ashley (2018년 11월 15일). “Instagram will now let users shop items from video posts” (영어). 2021년 6월 16일에 확인함.
191. ↑  Newton, Casey (2019년 3월 19일). “Instagram adds in-app checkout as part of its big push into shopping” (영어). 2021년 6월 16일에 확인함.
192. ↑  Gilbert, Ben (2020년 3월 24일). “Instagram is targeting fake coronavirus news and finally taking disinformation and hoaxes seriously” (미국 영어). 2021년 6월 16일에 확인함.
193. ↑  Hamburger, Ellis (2014년 7월 29일). “This is Bolt, Instagram's new messaging app” (영어). 2021년 6월 17일에 확인함.
194. ↑  Kuang, Cliff (2014년 8월 26일). “Hyperlapse, Instagram's New App, Is Like a $15,000 Video Setup in Your Hand”. 《Wired》 (미국 영어). ISSN 1059-1028. 2021년 6월 17일에 확인함.
195. ↑  “Microsoft Hyperlapse apps launch on Android and Windows to turn your shaky videos into smooth timelapses” (미국 영어). 2015년 5월 14일. 2021년 6월 17일에 확인함.
196. ↑  Chaykowski, Kathleen (2015년 10월 22일). “Instagram Launches New App 'Boomerang' For Making GIF-Like Videos” (영어). 2021년 6월 17일에 확인함.
197. ↑  Kozlowska, Hanna (2019년 12월 17일). “Instagram will finally fact-check posts” (영어). 2021년 6월 16일에 확인함.
198. ↑  “Combatting Misinformation on Instagram” (미국 영어). 2019년 12월 16일. 2021년 6월 16일에 확인함.
199. ↑  Titcomb, James (2016년 3월 16일). “Instagram is changing its feed to show photos out of order”. 《The Telegraph》 (영국 영어). ISSN 0307-1235. 2021년 6월 18일에 확인함.
200. ↑  Titcomb, James (2016년 3월 29일). “Instagram changes: Don't panic, you don't have to turn on notifications”. 《The Telegraph》 (영국 영어). ISSN 0307-1235. 2021년 6월 18일에 확인함.
201. ↑  Brueck, Hilary (2016년 3월 29일). “Everybody Calm Down, Instagram Cries” (영어). 2021년 6월 18일에 확인함.
202. ↑  Patkar, Mihir (2019년 12월 15일). “How (and Why) to Disable Algorithmic Feeds on Twitter, Instagram, and Facebook” (미국 영어). 2021년 6월 18일에 확인함.
203. ↑  Lintao, Carissa (2017년 7월 4일). “Instagram is cracking down on fake influencers” (영어). 2021년 6월 18일에 확인함.
204. ↑  Joseph, Chanté (2019년 11월 8일). “Instagram’s murky ‘shadow bans’ just serve to censor marginalised communities  Chanté Joseph” (영어). 2021년 6월 18일에 확인함.
205. ↑  Perez, Sarah (2020년 11월 15일). “This Week in Apps: Conservative apps surge, Instagram redesigned, TikTok gets ghosted” (미국 영어). 2021년 6월 18일에 확인함.[깨진 링크(과거 내용 찾기)]
206. ↑  “Introducing a New Home Screen for Instagram” (영어). 2021년 6월 18일에 확인함.
207. ↑  Chen, Brian X.; Lorenz, Taylor (2020년 8월 12일). “We Tested Instagram Reels, the TikTok Clone. What a Dud.”. 《The New York Times》 (미국 영어). ISSN 0362-4331. 2021년 6월 18일에 확인함.
208. ↑  “How does Instagram determine which posts appear in Suggested Posts?  Instagram Help Center”. 2021년 6월 18일에 확인함.
209. ↑  Carman, Ashley (2020년 8월 19일). “Instagram rolls out suggested posts to keep you glued to your feed” (영어). 2021년 6월 18일에 확인함.
210. ↑  Grothaus, Michael (2020년 8월 20일). “How to disable ‘Suggested Posts’ on Instagram: You can’t and here’s why” (미국 영어). 2021년 6월 18일에 확인함.
211. ↑  Smith, Cooper (2014년 3월 13일). “Here's Why Instagram's Demographics Are So Attractive To Brands” (미국 영어). 2021년 6월 18일에 확인함.
212. ↑  Marketing Charts (2013년 10월 29일). “The Demographics of Instagram and Snapchat Users” (미국 영어). 2021년 6월 18일에 확인함.
213. ↑  Bakhshi, Saeideh; Shamma, David A.; Gilbert, Eric (2014). “Faces Engage Us: Photos with Faces Attract More Likes and Comments on Instagram”. 《Proceedings of the SIGCHI Conference on Human Factors in Computing Systems》. CHI '14 (New York, NY, USA: ACM): 965–974. doi:10.1145/2556288.2557403. ISBN 9781450324731. S2CID 8719061.
214. ↑  Thomson, T. J.; Greenwood, Keith (2017년 10월 2일). “I "Like" That: Exploring the Characteristics That Promote Social Media Engagement With News Photographs” (PDF). 《Visual Communication Quarterly》 24 (4): 203–218. doi:10.1080/15551393.2017.1388701. ISSN 1555-1393. S2CID 149267718.
215. ↑  Firstpost (2019년 6월 18일). “How to get your Instagram account verified-How-to News , Firstpost”. 2021년 6월 18일에 확인함.
216. ↑  Huang, Yi-Ting; Su, Sheng-Fang (2018년 8월 9일). “Motives for Instagram Use and 머크Topics of Interest among Young Adults”. 《Future Internet》 10 (8): 77. doi:10.3390/fi10080077. ISSN 1999-5903.
217. ↑  Rao, Leena (2011년 1월 25일). “Congratulations Crunchies Winners! Twitter Takes Best Startup Of 2010” (미국 영어). 2021년 6월 18일에 확인함.[깨진 링크(과거 내용 찾기)]
218. ↑  Lagorio-Chafkin, Christine (2012년 4월 9일). “Kevin Systrom and Mike Krieger, Founders of Instagram” (영어). 2021년 6월 18일에 확인함.
219. ↑  Swearingen, Jake (2011년 9월 2일). “SF Weekly Web Awards 2011: We Have Some Winners!”. 2011년 11월 8일에 원본 문서에서 보존된 문서. 2021년 6월 18일에 확인함.
220. ↑  “The Hot 20 2011” (영어). 2011년 9월 23일. 2021년 6월 18일에 확인함.
221. ↑  Tsukayama, Hayley (2011년 12월 9일). “Apple names Instagram top app of the year”.
222. ↑  Team, Mashable. “The 100 best iPhone apps of all time” (영어). 2021년 6월 18일에 확인함.
223. ↑  Newman, Jared (2013년 6월 30일). “50 Best Android Apps for 2013: Instagram”. 《Time》 (미국 영어). ISSN 0040-781X. 2021년 6월 18일에 확인함.
224. ↑  “Instagram blocks some drugs advert tags after BBC probe”. 《BBC News》 (영국 영어). 2013년 11월 7일. 2021년 6월 18일에 확인함.
225. ↑  Babb, Fletcher (2014년 9월 11일). “How Instagram’s drug deals go undetected” (미국 영어). 2021년 6월 18일에 확인함.
226. ↑  Business, By Kaya Yurieff, CNN (2019년 12월 18일). “Instagram influencers can no longer promote vaping and guns” (영어). 2021년 6월 18일에 확인함.
227. ↑  Collins, Petra; ContributorArtist; photographer; writer (2013년 10월 17일). “Why Instagram Censored My Body” (영어). 2021년 6월 18일에 확인함.
228. ↑  Schroeder, Audra (2013년 10월 17일). “Instagram deletes photographer's account because of a selfie” (미국 영어). 2021년 6월 18일에 확인함.
229. ↑  Hinde, Natasha (2015년 1월 21일). “Why Is Pubic Hair Such A Hairy Topic For Instagram?” (영어). 2021년 6월 18일에 확인함.
230. ↑  Banks, Grace (2017년 4월 10일). “Pics Or It Didn't Happen: reclaiming Instagram's censored art” (영어). 2021년 6월 18일에 확인함.
231. ↑  Fuller, Gillian (2016년 12월 7일). “Proof Instagram's Nipple Censorship Policy Makes No Sense to Us” (미국 영어). 2021년 6월 18일에 확인함.
232. ↑  Deczynski, Rebecca (2015년 10월 5일). “Instagram Explained Why It Won’t #FreetheNipple” (영어). 2021년 6월 18일에 확인함.
233. ↑  Carman, Ashley (2020년 10월 30일). “Instagram nixes the "recent" tab from hashtag pages ahead of election” (영어). 2021년 6월 18일에 확인함.
234. ↑  Tyko, Kelly (2021년 1월 7일). “President Trump blocked from posting to Facebook, Instagram 'indefinitely,' at least through end of term” (미국 영어). 2021년 6월 18일에 확인함.
235. ↑  “Instagram appears blocked in China”. 《BBC News》 (영국 영어). 2014년 9월 29일. 2021년 6월 18일에 확인함.
236. ↑  Osborne, Charlie (2016년 11월 4일). “Turkey blocks WhatsApp, Facebook, and Twitter across the country” (영어). 2021년 6월 18일에 확인함.
237. ↑  Williams, Martyn (2015년 6월 22일). “After photo leak, North Korea said to block Instagram” (영어). 2021년 6월 18일에 확인함.
238. ↑  러시아 인스타그램도 끊겼다…"점점 소통 단절" 출처:연합뉴스
239. ↑  “Watch the CEO of Instagram Describe the App's First Photo Ever”. 2015년 10월 6일.
240. ↑  “페이스북의 인스타그램 인수는 惡手?… 매출 '0' 굴욕”. 2016년 6월 25일에 확인함.
241. ↑  “페이스북의 인스타그램 인수는 惡手?… 매출 '0' 굴욕”. 2016년 6월 25일에 확인함.
242. ↑  “페이스북의 인스타그램 인수는 惡手?… 매출 '0' 굴욕”. 2016년 6월 25일에 확인함.
243. ↑  “Horny People, You’re Free: Instagram’s Following Tab Is Gone” (영어). 2020년 9월 25일에 확인함.